# منطقة الخطر

علامة خطر

تعرف درجة الحرارة التي تنمو فيها البكتيريا التي تنقلها الأغذية بمنطقة الخطر. تحدد وكالات سلامة الأغذية، مثل مصلحة سلامة الأغذية والتفتيش في الولايات المتحدة (FSIS)، منطقة الخطر بأنها تتراوح من 5 إلى 60 درجة مئوية تقريبًا (41 إلى 140 درجة فهرنهايت). تشترط إدارة سلامة وتفتيش الأغذية على عدم تخزين الأغذية التي يحتمل أن تكون خطرة في درجات الحرارة في هذا النطاق من أجل منع الأمراض التي تنتقل عن طريق الأغذية (على سبيل المثال، يجب أن تبقى درجة حرارة الثلاجة أقل من 4 درجات مئوية (40 درجة فهرنهايت)، وأن الطعام الذي يظل في هذه المنطقة لأكثر من ساعتين لا ينبغي استهلاكه. تنمو الكائنات الحية الدقيقة المنقولة بالغذاء بشكل أسرع في منتصف المنطقة، في درجات حرارة تتراوح بين 21 و47 درجة مئوية (70 و 117 فهرنهايت).
قد تسبب البكتيريا التي تنقلها الأغذية، بأعداد كبيرة بما فيه الكفاية، تسممًا غذائيًا، أعراض مشابهة لالتهاب المعدي المعوي أو «إنفلونزا المعدة» (تسمية خاطئة، لأن الأنفلونزا الحقيقية تؤثر بالدرجة الأولى على الجهاز التنفسي). تشمل بعض الأعراض تقلصات المعدة والغثيان والقيء والإسهال والحمى. يصبح المرض الذي تنقله الأغذية أكثر خطورة لدى بعض الأشخاص، مثل الأشخاص الذين يعانون من ضعف في جهاز المناعة والأطفال الصغار وكبار السن والنساء الحوامل. في كندا، هناك ما يقرب من 11 مليون حالة من الأمراض التي تنقلها الأغذية سنويًا. هذه الأعراض يمكن أن تبدأ في وقت مبكر بعد وقت قصير وبعد أسابيع من تناول الطعام الملوث.
يلعب التحكم في الوقت ودرجة الحرارة دورًا حاسمًا في سلامة الأغذية. لمنع إساءة استخدام درجة حرارة الوقت، يجب التقليل من الوقت الذي يقضيه الطعام في منطقة الخطر. توجد علاقة لوغاريتمية بين موت الخلايا الميكروبية ودرجة الحرارة: عدد كبير من الخلايا قد ينجو من درجات حرارة منخفضة بشكل طفيف. بالإضافة إلى تقليل الوقت المستغرق في منطقة الخطر، يجب نقل الأطعمة عبر منطقة الخطر قدر الإمكان عند إعادة التسخين أو التبريد.
الأطعمة التي يحتمل أن تكون خطرة داخل منطقة الخطر:
- اللحوم: لحوم البقر والدواجن ولحم الخنزير والمأكولات البحرية.
- البيض وغيرها من الأطعمة الغنية بالبروتين.
- منتجات الألبان.
- قطع أو تقشير المنتجات الطازجة.
- الخضار المطبوخة والفول والأرز والمعكرونة.
- الصلصات مثل المرق.
- البراعم.
- أي أطعمة تحتوي على ما سبق، على سبيل المثال الأوعية المقاومة للحرارة والسلطات كويتش.

وفقا لبريان (2004)، يمكن إعطاء صورة أكثر تعقيدًا، ولكن أشمل من مخاطر سلامة الأغذية عن طريق النظر الكامل للعديد من العوامل المعنية. وهو يدعو إلى رؤية منطقة الخطر بأنها «سلسلة من النطاقات التي تمثل درجات مختلفة من الأخطار والمخاطر». هو يعرض منطقة الخطر في مخطط الزمن مقابل درجة الحرارة بأنها منطقة ذات خطورة عالية تكون فيها الأطعمة في درجات حرارة تتراوح بين 30 درجة مئوية و45 درجة مئوية لعدة ساعات، محاطًا بمنطقتين أقل خطورة من التعرض في درجات حرارة منخفضة لفترات زمنية أطول